# William Frederick Durand
William Frederick Durand (Beacon Falls, 5 de março de 1859 — 9 de agosto de 1958) foi um engenheiro mecânico estadunidense.